# Franco de Lucerna

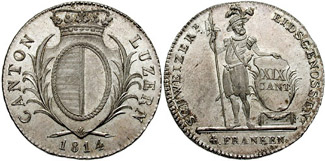
Moneda de cuatro francos.

El franco fue la moneda del cantón suizo de Lucerna entre 1798 y 1850. Se subdividía en 10 Batzen, cada Batzen en 10 Rappen o 20 Angster.

## Historia
El franco suizo era la moneda de la República Helvética desde 1798. Pero este país paralizó la acuñación de su moneda en 1803. En esa situación, este cantón comenzó a acuñar sus propias monedas entre 1808 y 1809. En 1850, el franco suizo fue reintroducido, a una tasa de cambio de 1 ½ de francos suizos = 1 Franco de Lucerna.

## Monedas
Se introdujeron monedas de 1 Angster y un Rappen en cobre, junto con piezas de ½ y 1 Batzen en vellón, también monedas de 2½, 5 y 10 Batzen y 4 Francos en plata, y numismas de oro de 10 y 20 Francos.